# 안정궁주
안정궁주(安貞宮主, 생몰년 미상)는 고려 시대의 왕족이다. 의종과 장경왕후 김씨의 차녀이다.

## 생애
고려의 제18대 왕인 의종과 장경왕후의 차녀이며, 생몰년은 명확하지 않다. 명종, 신종의 조카이며, 희종과 강종 등과는 친사촌간이다. 또 명종의 왕비 광정태후와 신종의 왕비 선정태후는 안정궁주의 숙모이자 이모이다.
안정궁주는 1157년(의종 11년) 음력 11월 21일 다른 자매들과 함께 정식으로 궁주에 책봉되어 그 호를 안정궁주(安貞宮主)라고 하였다. 이날 의종은 여러 대신들을 천녕전에 불러놓고 연회를 즐겼다. 이후 6년 후인 1163년(의종 17년) 현종의 아들 평양공 왕기의 후손인 함녕백 왕박과 결혼하였다.
명종 즉위 후인 1175년(명종 5년) 안정궁주는 가영이라는 자와 간통을 하였는데, 이 일이 발각되어 가영은 해도로 유배되었다. 그러나 정작 안정궁주의 여생에 대해서는 기록이 없어 자세히 알 수 없다.

## 가족 관계
안정궁주는 종실인 함녕백 왕박과 결혼하였다. 함녕백은 평양공의 후손 한남백 왕기의 아들로, 어머니는 예종의 딸 승덕공주이다. 함녕백은 부인 안정궁주가 간통한 일이 발생한 후 집안을 잘 다스리지 못하였다는 이유로 명종 때 삭직되었다가 이후 복직되었으며, 1185년(명종 15년)에 사망하였다.
- 부왕 : 고려 제18대 왕 의종 (毅宗, 1127년~1173년, 재위:1146년~1170년)
- 모후 : 장경왕후 (莊敬王后, 생몰년 미상)
  - 남매 : 효령태자 (孝靈太子, 생몰년 미상)
  - 언니 : 경덕궁주 (敬德宮主, 생몰년 미상)
  - 동생 : 화순궁주 (和順宮主, 생몰년 미상)
- 시아버지 : 한남백 기 (漢南伯 杞, 생몰년 미상)
- 시어머니 : 승덕공주 (承德公主, 생몰년 미상)
  - 남편 : 함녕백 박 (咸寧伯 璞, ?~1185년)